# Troy Williams
Troy Williams (Hampton, 30 de dezembro de 1994) é um jogador de basquetebol profissional norte-americano que defende o Houston Rockets na NBA.

## Carreira

### Memphis Grizzlies (2016–2017)
Após não ser selecionado no Draft da NBA de 2016, Williams juntou-se à equipe do Phoenix Suns para disputar a Summer League. Em seis jogos em Las Vegas, ele teve médias de 12,3 pontos, 4,3 rebotes e 1,7 roubos de bola em 22,2 minutos por jogo. Em 8 de agosto de 2016, ele assinou com o Memphis Grizzlies. Williams garantiu um lugar na equipe titular após impressionar os Grizzlies durante os treinamentos e pré-temporada. Ele fez sua estreia no time no segundo jogo da temporada, em 29 de outubro, saindo do banco de reservas e marcou três pontos, conseguiu dois roubos de bola e deu uma assistência em nove minutos, em uma derrota por 111–104 para o New York Knicks. Em 26 de novembro, fez 18 pontos em uma vitória por 110–107 sobre o Miami Heat. Em 30 de janeiro de 2017, ele foi dispensado pelos Grizzlies. Durante seu tempo com Memphis, Williams foi enviado várias vezes ao Iowa Energy, clube afiliado aos Grizzlies na D-League.

### Iowa Energy (2017)
Em 3 de fevereiro de 2017, Williams foi adquirido  pelo Iowa Energy da D-League. Em 18 de fevereiro, venceu o Concurso de Enterradas da D-League de 2017.

### Houston Rockets (2017–presente)
Em 10 de março de 2017, Williams assinou um contrato de dez dias com o Houston Rockets, e em seguida foi enviado ao Rio Grande Valley Vipers, afiliado aos Rockets na D-League. Em 20 de março, ele assinou com os Rockets para o resto da temporada, apesar de não ter jogado nenhum jogo durante seu contrato de dez dias. Em 2 de abril, ele foi retirado da D-League para ajudar os Rockets a vencerem o Phoenix Suns por 123–116, marcando 18 dos seus 21 pontos, sua maior pontuação na carreira, no primeiro tempo.